# Gianni Vernetti
Gianni Vernetti (Torino, 1960. november 27. –) olasz újságíró és politikus.

## Élete
Építészetet tanult a Politecnico di Torino egyetemen és szerzett 1985-ben a diplomát. 1987-ben doktorált Milánóban. 1985 és 1990 között építészként és várostervezőként dolgozott. 1993 és 1999 között Torino alpolgármestere volt.
2001-ben a L’Ulivo szövetség révén választották az olasz parlament képviselőházába.
2006-ban választották a szenátusba. 2006 és 2008 között külügyminiszter-helyettesként Romano Prodi második kormányának tagja volt.
2008-ban harmadik ciklusra választották a képviselőházba. Három parlamenti ciklus után, 2013-ban úgy döntött, nem indul újra egy mandátumért.
2020 májusától a La Repubblica című lapban számos vezércikket, riportot és interjút közölt, amelyek leírják a főbb globális válságokat, a demokráciák és a tekintélyelvűek közötti növekvő konfrontációt: rezsimek, a nemzetközi biztonságot fenyegető új fenyegetések, az orosz és kínai rezsimek által a Nyugat elé állított kihívások.
2022 márciusában megjelentette a Dissidenti című kötetét a Rizzoli kiadónál, amelyben a demokráciák és az autokráciák közötti egyre erősödő konfrontációt elemzi, és utazásra viszi az olvasót Kurdisztán hegyei között, ahol a kurd harcosok legyőzték az IS dzsihadista milíciáit; a Himalája lejtőin, ahol egy maroknyi bátor szerzetes mentette meg az évezredes tibeti kultúrát; a kis és harcias Litvániában, amely a 20. század összes totalitarizmusát átélte, és ma Oroszországból és Fehéroroszországból disszidenseket fogad; Tajvan szigetén, amely ellenáll a kínai tekintélyelvűségnek.

## Könyve
- Dissidenti. Da Aleksei Navalny a Nadia Murad, da Azar Nafisi al Dalai Lama: incontri con donne e uomini che lottano contro i regimi Copertina rigida. Rizzoli, Mailand, 2022. ISBN 978-88-1-716162-6

## Magánélet
Felesége Laura De Donato újságíró. Négy gyermekük van.